# Thirty-Fifth Parallel Route
La Thirty-Fifth Parallel Route – ou Beale Camel Trail – est une ancienne piste à chariots du comté d'Apache, dans l'Arizona, aux États-Unis. Protégée au sein du parc national de Petrified Forest, elle est inscrite au Registre national des lieux historiques depuis le 6 décembre 1977.